# Catherine Le Voyer de Lignerolles
Catherine Le Voyer de Lignerolles, dame de la Flotte, fut la dame d'atours de la reine Anne d'Autriche (1601-1666) de 1630 à 1657.

## Biographie
Fille de Philibert Le Voyer, seigneur de Lignerolles, favori du duc d'Anjou, et d'Anne de Lauriane, dame de la reine Catherine de Médicis, elle épousa René II du Bellay, baron de la Flotte et de Hauterive en Maine, dont elle eut trois filles, dont Renée du Bellay (née vers 1592-† vers 1616/1625), femme en 1608 de Charles de Hautefort : Parents de Marie de Hautefort, duchesse de Schomberg d'Halluin, qui occupa plusieurs postes à la cour (fille d'honneur de Marie de Médicis en 1628, puis auprès d'Anne d'Autriche). Elle succède à Mme de Fargis en 1631 dans la charge de dame d'atours auprès d'Anne d'Autriche.

## Sources
- Histoire généalogique et héraldique des pairs de France, des grands ;
- Marie-Noëlle Baudouin-Matuszek, « Catherine de La Flotte, dame d'atour d'Anne d'Autriche : la gestion des joyaux de la reine et de la Couronne. », Bulletin de la Société d'Histoire de l'Art,‎ 2014, p. 9-80 (ISSN 0301-4126)